# Johann Christian Brand
Johann Christian Brand (Bécs, 1722. november 15. – Bécs, 1795. június 12.) osztrák tájképfestő és rézkarcoló. Christian Hilfgott Brand fia.

## Életútja
A bécsi művészeti akadémián tanult, majd itt tanított tájképrajzolást. Tájképeket festett, ezeken előszeretettel jelenített meg romokat is. A Bécs melletti Laxenburg kastélyt freskókkal díszítette. Akadémikus tájképei és rézkarcai igen kedveltek voltak. Járt cseh és magyar területeken is, megörökítette a Dunát és Bécs környékét tájképein. Ennek nagy jelentősége van, hiszen ekkor még a fényképezés feltalálása előtt vagyunk.
A bécsi Hadtörténeti Múzeumban található 16 olajfestménye, amely a Mária Terézia korabeli lovasságot ábrázolja tájakba helyezve. Ezekről a képekről leolvasható a korabeli katonai öltözet és a bécsi táj. 1768-ban e képek metszetek formájában is megjelentek Jacob Matthias Schmutzer (1733-1811) osztrák rézmetsző munkája révén.

## Galéria

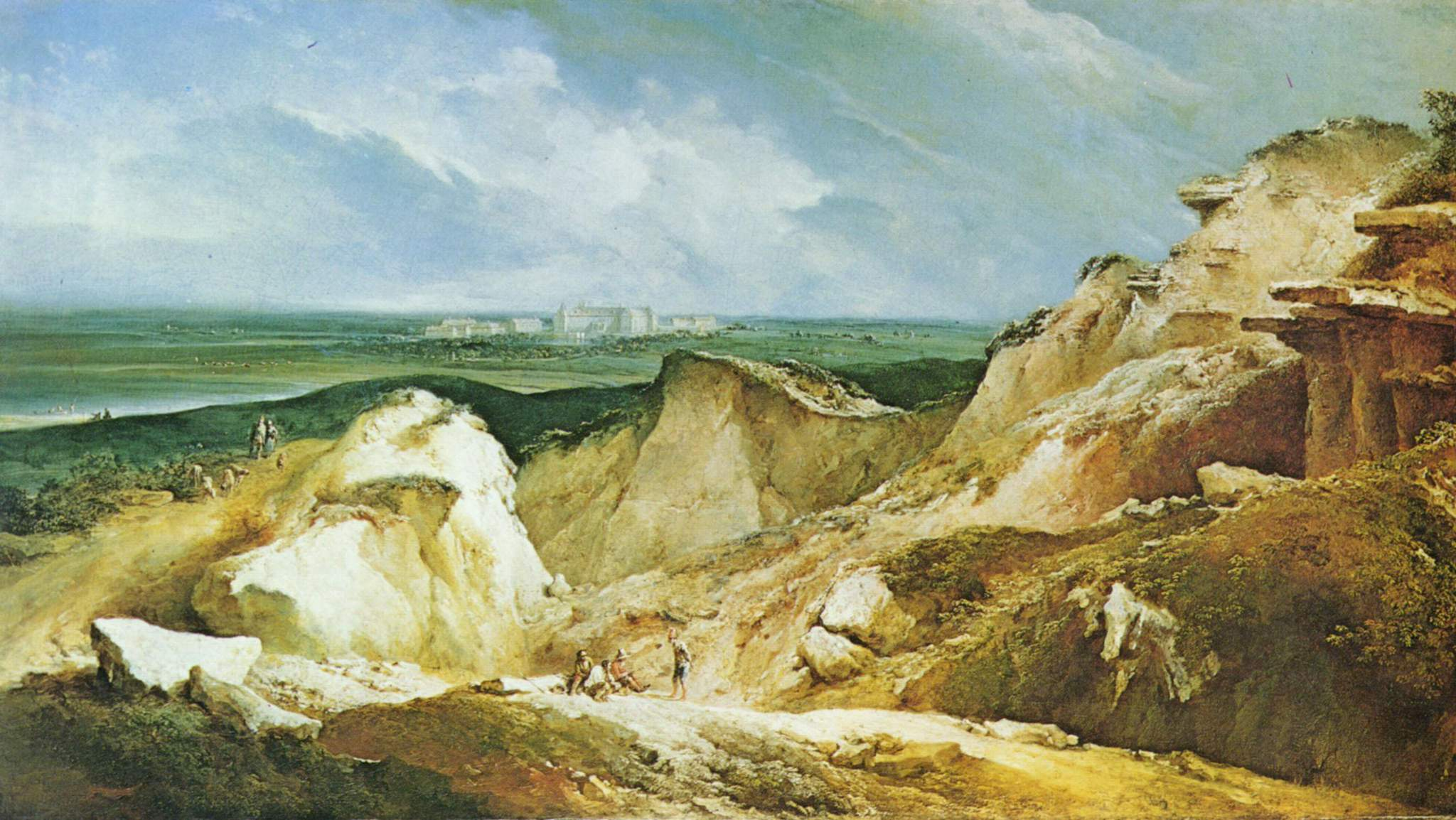
Homokbánya (olajfestmény, 1744)
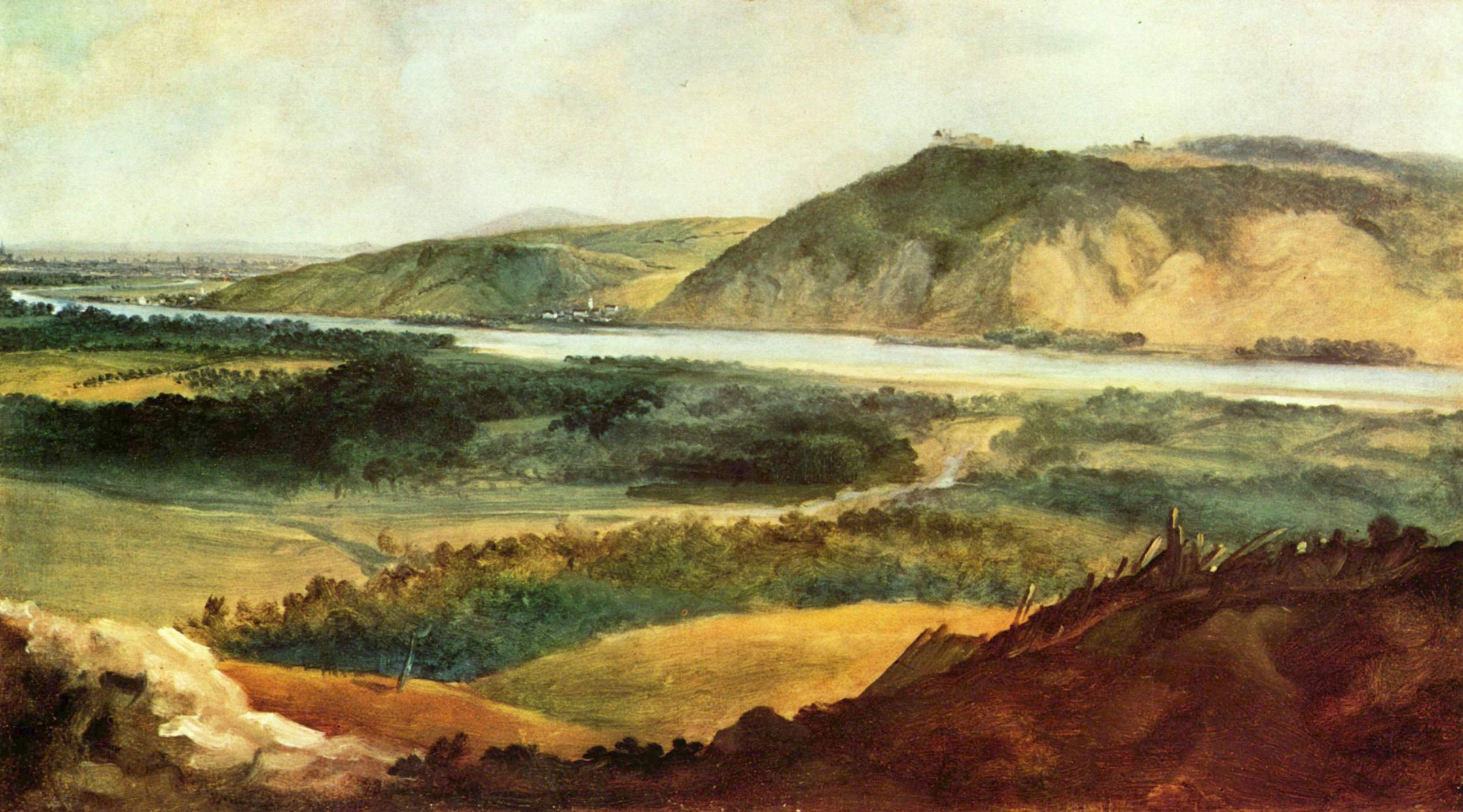
Dunai táj Bécsnél (olajfestmény, 1760)
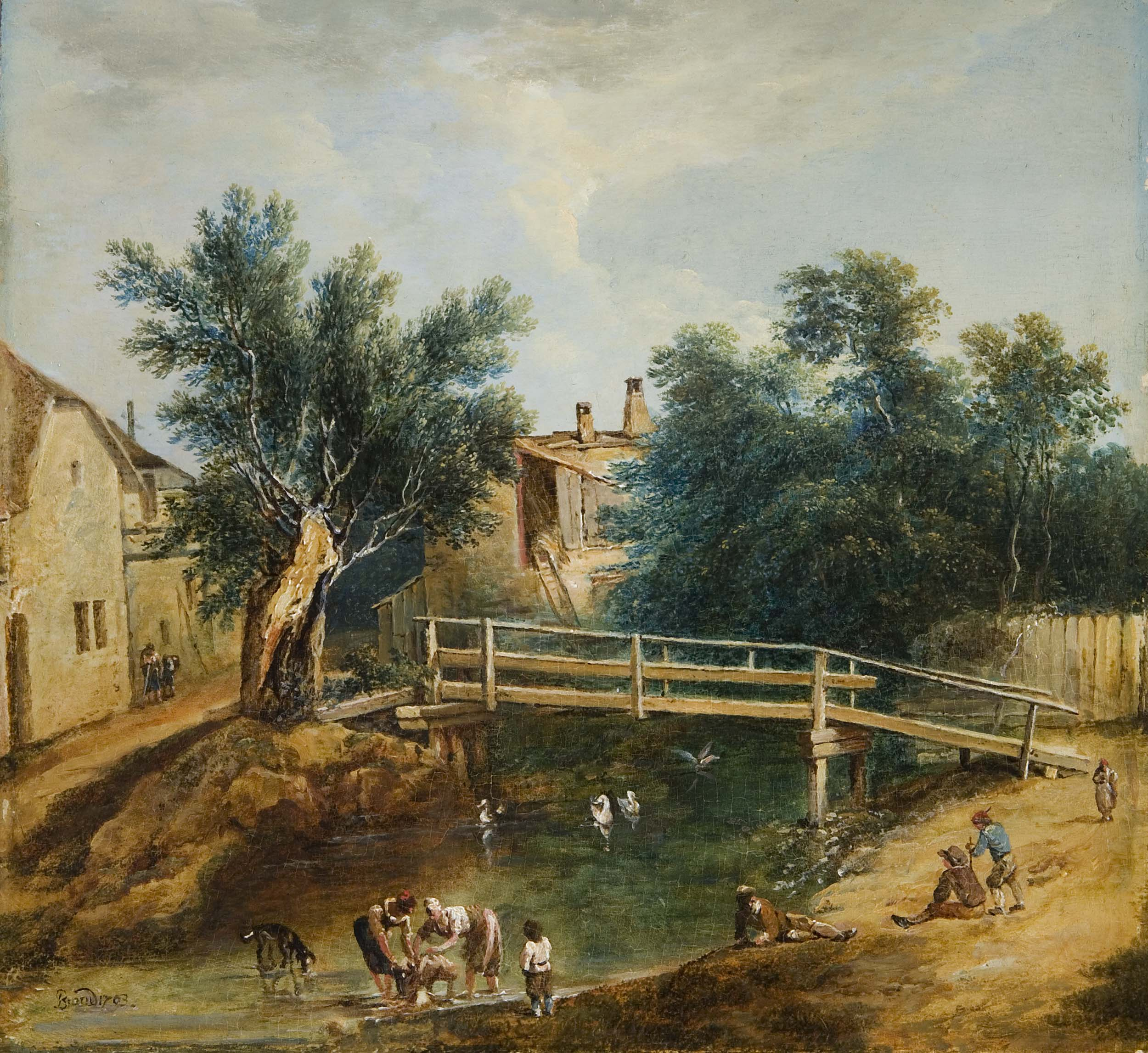
A bécsi erdő Mödlingbach-nál (olaj, panel, aláírt és keltezett: 1763)
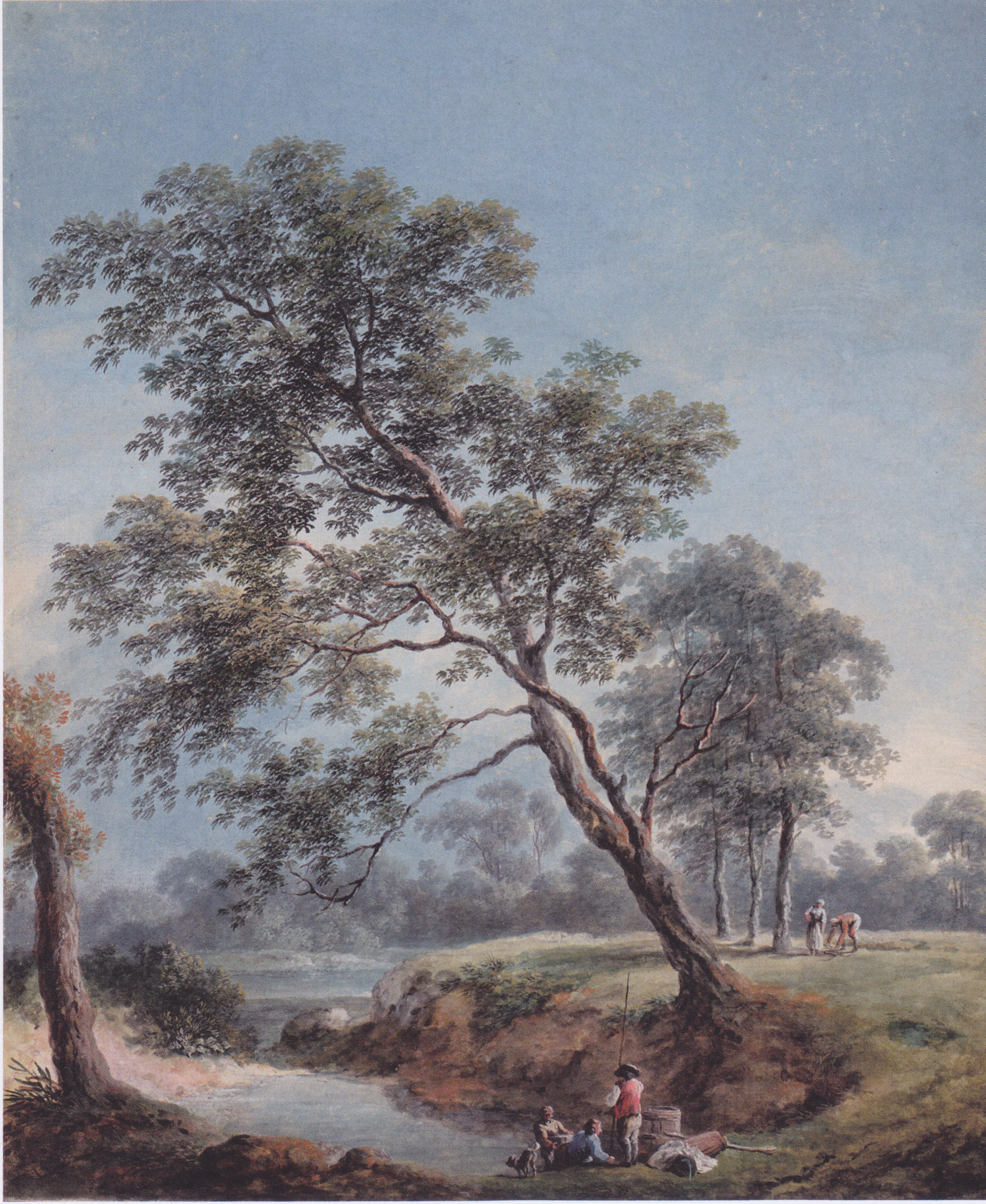
Ártéri terület (akvarell, 1790)